# Echipa națională de fotbal a Noii Caledonii
Echipa națională de fotbal a Noii Caledonii reprezintă Noua Caledonie în competițiile fotbalistice organizate de FIFA și Confederația de Fotbal din Oceania. Deși este afiliată la FIFA din 2004, a participat la Cupa Oceaniei pe Națiuni de la fondarea acesteia, reușind să ajungă în finala din 2002.

## Campionatul Mondial
- 1930 până în 2002 - nu a participat
- 2006 până în  2010 - nu s-a calificat

### Meciurile din calificările la CM
| Meciurile din calificările la CM | Meciurile din calificările la CM | Meciurile din calificările la CM | Meciurile din calificările la CM      | Meciurile din calificările la CM |
| An                               | Rundă                            | A/D/N                            | Scor                                  | Rezultat                         |
| -------------------------------- | -------------------------------- | -------------------------------- | ------------------------------------- | -------------------------------- |
| 2006                             | Grupa 1                          | N                                | Noua Caledonie 0 – 0 Tahiti           | Egal                             |
| 2006                             | Grupa 1                          | D                                | Noua Caledonie 0 – 2 Insulele Solomon | Înfrângere                       |
| 2006                             | Grupa 1                          | N                                | Noua Caledonie 8 – 0 Insulele Cook    | Victorie                         |
| 2006                             | Grupa 1                          | N                                | Noua Caledonie 8 – 0 Tonga            | Victorie                         |
| 2010                             | Cupa Oceaniei pe Națiuni         | D                                | Noua Caledonie 3 – 3 Fiji             | Egal                             |
| 2010                             | Cupa Oceaniei pe Națiuni         | A                                | Noua Caledonie 4 – 0 Fiji             | Victorie                         |
| 2010                             | Cupa Oceaniei pe Națiuni         | D                                | Noua Caledonie 1 – 1 Vanuatu          | Egal                             |
| 2010                             | Cupa Oceaniei pe Națiuni         | A                                | Noua Caledonie 3 – 0 Vanuatu          | Victorie                         |
| 2010                             | Cupa Oceaniei pe Națiuni         | A                                | Noua Caledonie 1 – 3 Noua Zeelandă    | Înfrângere                       |
| 2010                             | Cupa Oceaniei pe Națiuni         | D                                | Noua Caledonie 0 – 3 Noua Zeelandă    | Înfrângere                       |

## Cupa Oceaniei pe Națiuni
- 1973 - Locul trei
- 1980 - Locul trei
- 1996 până în 2000 - nu s-a calificat
- 2002 - prima rundă
- 2004 - nu s-a calificat
- 2008 - Locul doi

## Jocurile Sud-Pacifice
- 1963 - Primul loc
- 1966 - Locul doi
- 1969 - Primul loc
- 1971 - Primul loc
- 1975 - Locul doi
- 1979 - Locul patru
- 1983 - Locul trei
- 1987 - Primul loc
- 1991 - Locul trei
- 1995 - prima rundă
- 2003 - Locul doi
- 2007 - Primul loc

## Lot
| Portari                 |                    |    |   |
| Jean-Yan Dounezeck      | AS Témala Ouélisse | 1  | 0 |
| Michel Hne              | AS Magenta         | 3  | 0 |
| Marc Ounémoa            | JS Baco            | 7  | 0 |
| Fundași                 |                    |    |   |
| Adolphe Boaoutho        | AS Témala Ouélisse | 7  | 0 |
| Wilson Forest           | AS Lössi           | 6  | 0 |
| Iamel Kabeu             |                    | 10 | 5 |
| Benjamin Longue         |                    | 2  | 0 |
| André Naxue             | AS Lössi           | 3  | 0 |
| André Sinedo            | AS Magenta         | 10 | 1 |
| Georges Wadenges        | AS Mont-Dore       | 11 | 0 |
| Robert Wayaridi         | JS Baco            | 3  | 0 |
| Mijlocași               |                    |    |   |
| Patrick Diaike          | AS Mont-Dore       | 4  | 0 |
| Patrick Drawilo         | AS Lössi           | 2  | 0 |
| Kalase Gnipate          | USC Nouméa         | 1  | 0 |
| Jaerson Haeweng         | AS Mont-Dore       | 1  | 0 |
| Jose Hmae               | AS Pirae           | 9  | 3 |
| Bertrand Kai            | Hienghène Sport    | 2  | 0 |
| Marius Mapou            | AS Magenta         | 9  | 1 |
| Yohann Mercier          | JS Baco            | 8  | 1 |
| Fabien Saridjan         | JS Baco            | 2  | 0 |
| Luther Wahnyamalla      | AS Lössi           | 8  | 0 |
| Pierre Wajoka           | AS Magenta         | 17 | 9 |
| Jean-Patrick Wakanumnue | AS Mont-Dore       | 6  | 0 |
| Jean Wenessia           | USJ Wedrumel       | 1  | 0 |
| Jean-Chris Xenie        | USC Nouméa         | 3  | 0 |
| Atacanți                |                    |    |   |
| Ramon Djamali           | AS Mont-Dore       | 7  | 3 |
| Ramon Gjamaci           | AS Manu Ura        | 2  | 1 |
| Michel Hmaé             | AS Magenta         | 4  | 4 |
| Noel Kaudré             | AS Magenta         | 3  | 1 |
| Jean-Louis Toto         | USJ Wedrumel       | 4  | 0 |
| Poulidor Toto           | USJ Wedrumel       | 5  | 1 |

## Antrenori
- Guy Elmour (1971-1973)
- Jules Hmeune (1977)
- Michel Clarque (2002)
- Martinengo Serge De Novack (2002-2004)
- Didier Chambaron (2007-)